# Vườn quốc gia Drysdale River
Vườn quốc gia Drysdale River là một vườn quốc gia ở Tây Úc, Úc, cách Perth 2.168 kilômét (1.347 mi) về phía đông bắc.